# Yūta Minami
Yūta Minami (jap. 南 雄太 Minami Yūta; ur. 30 września 1979) – japoński piłkarz. Obecnie występuje w Yokohama FC.

## Kariera klubowa
Od 1998 roku występował w klubach Kashiwa Reysol, Roasso Kumamoto i Yokohama FC.

## Kariera reprezentacyjna
W 1997 roku Yūta Minami zagrał na Mistrzostwach Świata U-20. W 1999 roku Yūta Minami zagrał na Mistrzostwach Świata U-20.